# Ева Тупарова
Вангелия (Евангелия, Ева) Георгиева Кильова Правова, по мъж Тупарова, е българска актриса.

## Биография
Родена е на 27 септември 1923 година в град Неврокоп (днес Гоце Делчев) в семейството на Георги Кильов – Правото и Мария Чалъкова. В 1942 година завършва гимназия и започва работа като учителка в селата Гайтаниново и Лъжница. След това завършва едномесечни учителски курсове в Горна Джумая (днес Благоевград) в периода от 1944 до 1945 година. Там се запознава с Димитър Тупаров в 1945 година, за когото се жени.
Още като ученичка и учителка взема участие в множество любителски театрални представления. Играе главната роля в пиесата „Химн на нищетата“, поставена в 1945 година по време на учителския курс и талантът ѝ е забелязан от Илия Бръчков, Стоян Вълков и Владимир Давчев. След това взима изпитите по актьорско майсторство е приета на работа в Горноджумайския областен театър в 1947 година. В следващата 1948 година Тупарова е отличена със званието „актриса“ и става членка на Съюза на артистите в България, като също така е делегатка на два конгреса на Съюза на артистите.
След това работи последователно в Околийския народен съвет, Градския комитет на БКП – Благоевград и в Съюза на артистите – София от 1950 до 1952 година. В периода от 1953 до 1955 година Ева Тупарова е част от театралната сцена във Варна. Завръща се в Благоевград през август 1955 година, където работи в Драматичния театър „Никола Вапцаров“ до пенсионирането си.
В 1981 година участва в късометражния филм „Дом за почивка“.
През богатата си творческа кариера изиграва повече от сто роли, за които е отличена с множество награди, сред които орден „Св. св. Кирил и Методий“ I степен.
Умира на 22 февруари 2002 година в Благоевград.
Личен архивен фонд на Ева Тупарова се съхранява в Държавен архив – Благоевград – Ф. № 1587.